# Liste der kubanischen Botschafter in Kanada
Die Botschaft befindet sich in 388 Main Street von Ottawa.
| Ernannt / Akkreditiert | Name                                | Bemerkung | ernannt während der Regierung von | akkreditiert während der Regierung von | Posten verlassen |
| ---------------------- | ----------------------------------- | --- | --------------------------------- | -------------------------------------- | ---------------- |
| 1947                   | Mariano Brull                       | | Ramón Grau San Martín             | William Lyon Mackenzie King            | Aug. 1949        |
| 1948                   | Guy Perez Cisneros                  | Handelsattaché                                                                                                 | Carlos Prío Socarrás              | Louis Saint-Laurent                    |                  |
| 1952                   | Delfín Hilario Pupo Proenza         | (* 1904 im Registro Civil de Banes; † Februar 1985)                                                            | Fulgencio Batista                 | Louis Saint-Laurent                    | 1955             |
| 14. Nov. 1952          | Américo Cruz y                      | Geschäftsträger                                                                                                | Fulgencio Batista                 | Louis Saint-Laurent                    | 1953             |
| 1955                   | Juan Antonio Vázquez Bello          | (* 7. Juni 1918 in New York City) 1927–1933: Gouverneur der Provinz Villa Clara.                               | Fulgencio Batista                 | Louis Saint-Laurent                    |                  |
| 1960                   | Luis A. Baralt                      | (* 1932) Sohn von Luis Alejandro Baralt Zacharie (1892; † 1969)                                                | Osvaldo Dorticós Torrado          | John Diefenbaker                       | 16. Juni 1964    |
| 16. Juni 1964          | Américo Cruz y Fernández            | | Osvaldo Dorticós Torrado          | Lester Pearson                         | 1967             |
| 1968                   | José Fernández de Cossio Rodríguez  | 19. März 1985–1988: Botschafter in Mexiko, 2001 bis 23. September 2005: Ambassador to the Court of St James’s. | Osvaldo Dorticós Torrado          | Pierre Trudeau                         | 1975             |
| 1988                   | Carlos Castillo Calana              | | Fidel Castro                      | Brian Mulroney                         |                  |
| 9. März 1994           | Bienvenido Garcia Negrin            | | Fidel Castro                      | Jean Chrétien                          | 1997             |
| 2007                   | Ernesto Antonio Senti Darias        | 13. Dezember 2012 Botschafter in Kiew.                                                                         | Fidel Castro                      | Stephen Harper                         | 2008             |
| 20. Okt. 2008          | Teresita de Jesús Vicente Sotolongo | [ 2 ] | Raúl Castro                       | Stephen Harper                         |                  |
| 13. Apr. 2013          | Julio Garmendía Peña                | [ 3 ] | Raúl Castro                       | Stephen Harper                         | 2017             |
| 23. Juli 2017          | Josefina Vidal                      | | Raúl Castro                       | Justin Trudeau                         |                  |